# Heterochroma beryllus
Heterochroma beryllus là một loài bướm đêm trong họ Noctuidae.